# Kampong Trabaek
Kampong Trabaek es uno de los doce distritos que forman la provincia camboyana de Prey Veng, con una población estimada en marzo de 2008 de 109 291 habitantes. Está dividido en las siguientes  comunas (khum), que se muestran asimismo con población estimada de 2008:
- Ansaong 6,055
- Cham 11,179
- Cheang Daek 8,955
- Chrey 5,550
- Kampong Trabaek 7,833
- Kansoam Ak 8,790
- Kou Khchak 13,341
- Peam Montear 10,182
- Prasat 10,291
- Pratheat 8,841
- Prey Chhor 6,001
- Prey Poun 6,695
- Thkov 5,578[1]